# Portishead and North Weston
Portishead and North Weston  is een civil parish in het bestuurlijke gebied North Somerset, in het Engelse graafschap Somerset met 17130 inwoners.